# Personnalités liées au Châtillonnais
Les personnalités du Châtillonnais sont le reflet de la richesse culturelle de Châtillon-sur-Seine et de ses environs. Cette localité possède en effet dès le début du Xe siècle ses écoles presbytérales et les monastères des environs développent souvent les leurs. Le premier collège communal ouvre ses portes en 1664. La ville et sa région sont restées depuis un haut lieu de culture qui a formé ou attiré de nombreuses personnalités.

## Artistes

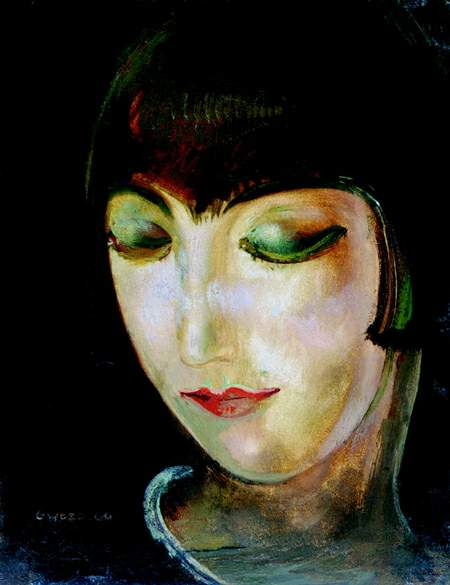
Kiki de Montparnasse par Gustaw Gwozdecki.

- Antoinette Quarré, poétesse et goguettière française née en 1813 à Recey-sur-Ource, morte le 25 novembre 1847 à Dijon ;
- Vera Rockline (peintre) inhumée dans le cimetière de Recey-sur-Ource en 1934 ;
- Alice Prin (1901-1953) dite Kiki de Montparnasse, chanteuse, actrice, modèle et peintre française ;
- Bertrand Lavier, artiste plasticien contemporain français né à Châtillon-sur-Seine le 14 juin 1949 ;
- Jean-Claude Richard de Saint-Non, né en 1727 à Paris où il est mort le 25 novembre 1791, est un graveur, dessinateur et amateur d’art français. Abbé commendataire de l'abbaye de Pothières de 1758 à 1790 ;
- Georges Serraz, né le 13 janvier 1883 à Is-sur-Tille et mort le 20 juin 1964 à Villotte, est un peintre et sculpteur français, d'origine savoyarde. Il est le père de Michel Serraz ;
- Julie Vellay, née le 2 octobre 1838 à Recey-sur-Ource, épouse de Camille Pissarro[3] ;
- Roger de Villiers, né le 18 juin 1887 à Châtillon-sur-Seine, mort le 19 juin 1958, est un sculpteur français d'art religieux ;
- Caroline Massin, née le 2 juillet 1802 à Châtillon-sur-Seine et morte le 27 janvier 1877 à Paris, est une libraire et couturière, épouse du philosophe Auguste Comte de 1824 à 1842.

## Littérature
- François Le Métel de Boisrobert né à Caen le 1er août 1592 et mort à Paris le 30 mars 1662, abbé commendataire de l'abbaye de Châtillon en 1638 à son décès. A contribué à la création de l'Académie française par Richelieu ;
- Victorine de Chastenay, née le 11 avril 1771 à Essarois et décédée le 9 mai 1855 à Châtillon, est une mémorialiste française, enterrée dans le chœur de l'église d'Essarois ;

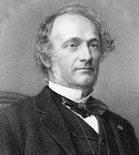
Désiré Nisard

- Désiré Nisard (1806-1888), membre de l'Académie française, commandeur de la Légion d'honneur ;
- Charles Nisard (1808-1890), frère de Désiré Nisard, philologue, membre de l'Académie des inscriptions et belles-lettres ;
- Auguste Nisard (1809-1892), frère des précédents, universitaire ;
- Henri-Émile Chevalier, homme de lettres né à Châtillon le 13 septembre 1828 et mort à Paris le 25 août 1879 ;
- Louis Latzarus, né en 1878 et mort le 1er janvier 1942, journaliste et écrivain français, rédacteur en chef du Figaro en 1920. A fait ses études à Châtillon où il s'est marié le 5 avril 1904. Possédait une maison à Vanvey ;
- André Costa, né à Bruxelles en 1927 et mort à Châtillon en 2002, est un journaliste français, créateur de l'Auto-Journal.

## Militaires

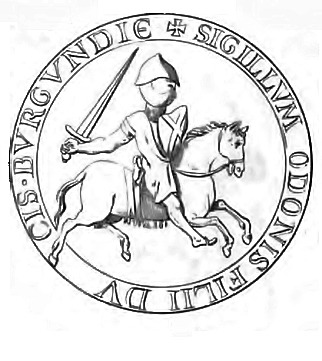
Sceau d'Odon III

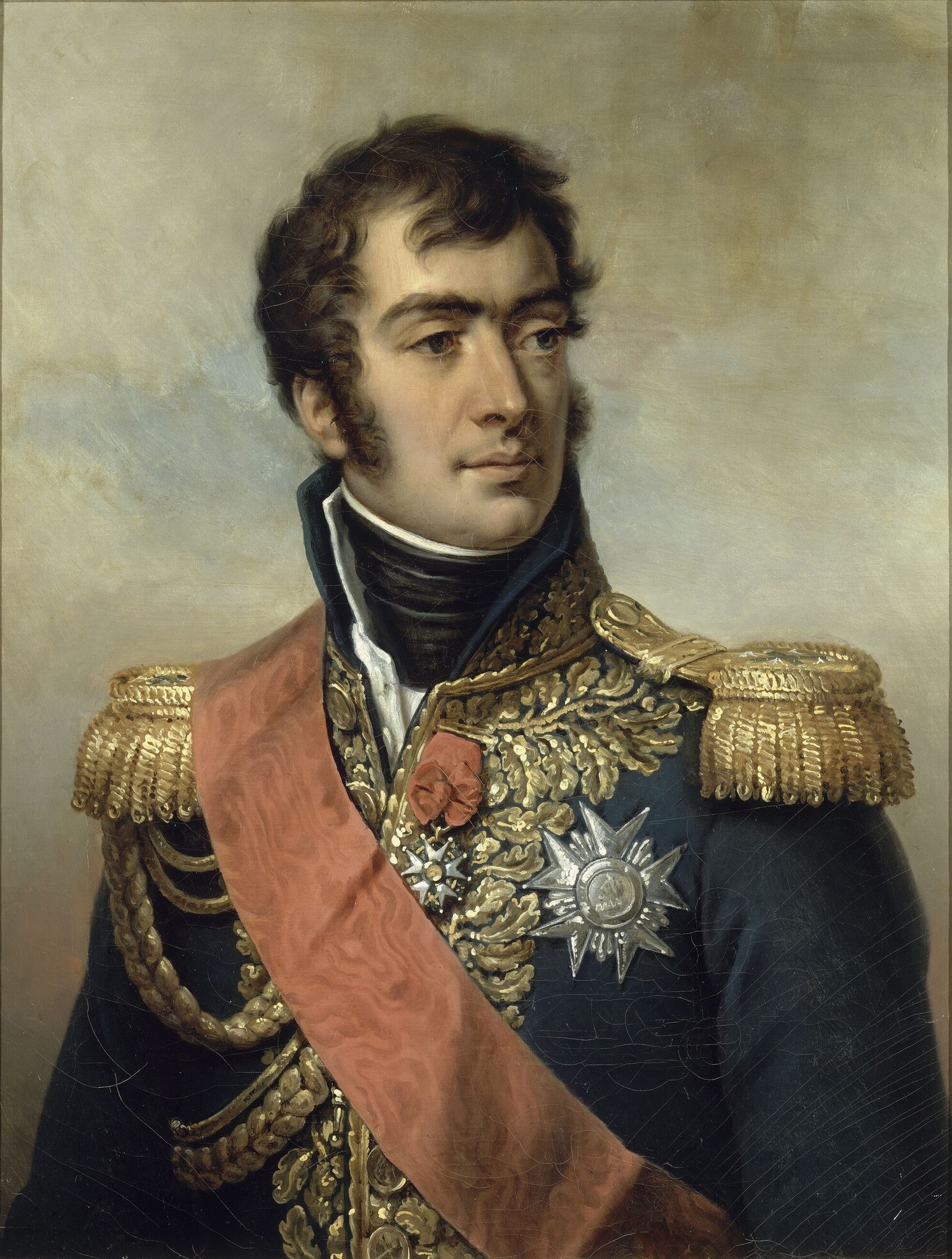
Marmont par Guérin.

- Girart de Roussillon, comte palatin carolingien[4] ;
- Eudes III de Bourgogne ou Odon III, né en 1161, mort à Lyon le 6 juillet 1218, duc de Bourgogne en 1192 octroie une charte aux habitants de Chaumont en août 1213 ;
- Jean-Andoche Junot, duc d’Abrantès, dit « la Tempête », 24 septembre 1771 à Bussy-le-Grand et mort le 29 juillet 1813 à Montbard était un général français du Premier Empire et colonel général des hussards ;
- le maréchal Marmont, duc de Raguse et pair de France est enterré au cimetière Saint-Vorles ;
- Charles-Théodore Millot né le 28 juin 1829 à Montigny-sur-Aube et mort le 17 mai 1889 à Angoulême, général français commandant du corps expéditionnaire français au Tonkin ;
- Georges Mailfert, né à Châtillon-sur-Seine le 21 décembre 1875 et mort le 10 janvier 1939. Aviateur pionnier de la première guerre mondiale ;
- Jean de Bazelaire de Ruppierre, officier des troupes coloniales, mort pour la France (1943). Compagnon de la Libération. Inhumé à Recey-sur-Ource ;
- Claude Testot-Ferry, né le 20 mai 1773 à Arnay-le-Duc et mort le 25 août 1856 à Châtillon-sur-Seine (Côte-d'Or), est un colonel et baron de l'Empire, puis maréchal de camp français ;
- Claude-Nicolas Vaudrey, général de brigade, sénateur et conseiller général, né le 26 novembre 1784 à Dijon, mort le 11 mars 1857 mort à Jours-lès-Baigneux. Propriétaire du château de Cessey à Jours-lès-Baigneux, gouverneur des Tuileries, du Louvre et de l'Élysée. Général et sénateur. Grand officier de la légion d'honneur.

Enfin :
- Harry Truman, président des États-Unis en 1945 et 1949, fut élève des écoles d'artilleries de Montigny-sur-Aube et Châtillon-sur-Seine en 1918.

## Politique

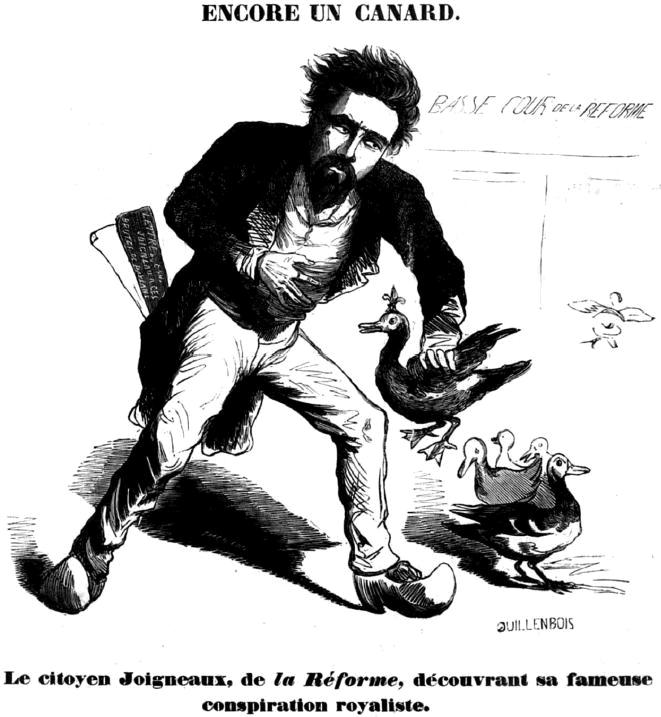
Caricature visant Pierre Joigneaux

- Claude-Louis Petiet, né à Châtillon le 9 février 1749, mort à Paris le 25 mai 1806. Député, intendant général de la Grande Armée, sénateur, inhumé au Panthéon ;
- Erard-Louis-Guy de Chastenay-Lanty né le 30 janvier 1748, à Essarois et mort le 21 avril 1830 à Paris, est un général et homme politique français.
- Antoine-Bernard Caillard, né à Aignay le 28 septembre 1737, mort à Paris le 6 mai 1807, est ambassadeur de France, et brièvement ministre des affaires étrangères.
- Nicolas Frochot est un haut fonctionnaire français, Conseiller d'État et premier préfet de la Seine, né le 20 mars 1761 à Dijon et mort le 29 juillet 1828 à Rouvres-sur-Aube, notaire et prévôt royal d'Aignay-le-Duc ;
- Pierre Joigneaux, né à Ruffey-lès-Beaune le 23 décembre 1815 - mort à Asnières le 26 janvier 1892, journaliste puis homme politique d'extrême gauche. Commissaire de l'arrondissement de Châtillon en 1848 et élu député le 24 avril. Réélu député de Côte-d'Or le 8 février 1871, il entre au Sénat le 4 janvier 1891 ;
- Nicolas Henri Carteret, représentant du peuple à l'Assemblée législative de 1849, élu député en 1857 dans la troisième circonscription de la Marne, fondateur du comice agricole de Reims, officier de la Légion d'honneur ;
- Edme-Louis-Gustave Tridon, né à Châtillon en 1841, membre du Conseil de la Commune de Paris, député à l'Assemblée nationale de 1871.

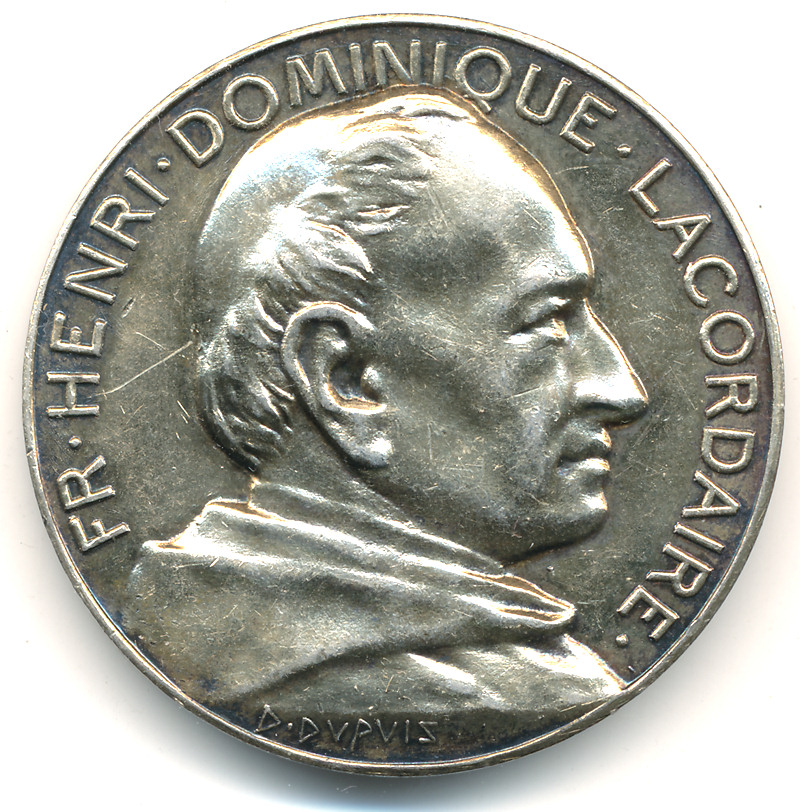
Henri Lacordaire.

## Religion
- Saint Vorles (vers 530-591), saint marquant de l'histoire du Châtillonnais ;
- Bernard de Clairvaux enfant a été quelques années à l'école canoniale de Châtillon ;
- Henri Lacordaire, né le 12 mai 1802 à Recey-sur-Ource, décédé le 21 novembre 1861 à Sorèze (Tarn) est un religieux, prédicateur, journaliste et homme politique français, restaurateur en France de l'Ordre des Prêcheurs (dominicains) et l'un des précurseurs du catholicisme moderne ;
- Pierre-Émile Rouard né le 24 novembre 1839 à Montigny-sur-Aube et mort le 19 février 1914 à Cannes, prélat français, évêque de Nantes ;
- Guillaume Philandrier (1505-1563), humaniste et ecclésiastique, né à Châtillon ;
- Jeanne Labouré, directrice du pensionnat de la rue du Bourg-à-Mont et belle-sœur de Catherine. C'est à la suite d'un séjour chez sa belle-sœur que celle-ci entre au noviciat des sœurs de Châtillon en septembre 1829.

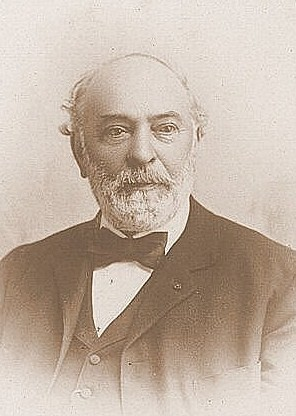
Louis Paul Cailletet.

## Sciences
- Edme Verniquet (1727-1804), né à Châtillon, géographe et architecte ami de Buffon, auteur du Grand Plan de Paris sous Louis XVI ;
- Louis Paul Cailletet, né à Châtillon-sur-Seine le 21 septembre 1832, mort à Paris le 5 janvier 1913 est le premier à liquéfier le dioxyde d'azote, l’oxygène et l'air atmosphérique. Membre de l'Institut ;
- Joseph Collin, directeur des hauts-fourneaux de Châtillon en 1855-1856 et beau-frère de Gustave Eiffel qui s'initia à la métallurgie dans ses ateliers ;
- Robert Delavignette, né à Sainte-Colombe-sur-Seine le 29 mars 1897 et mort à Paris le 4 février 1976 est un haut fonctionnaire, directeur de l'École nationale de la France d'outre-mer et spécialiste des questions coloniales.
- Maurice Moisson, découvreur de la tombe princière de Vix., né le 30 juin 1902 à Poinçon-lès-Larrey et mort le 6 novembre 1980 à Vix.
- René Joffroy, archéologue, conservateur du musée du Pays Châtillonnais et directeur des fouilles de la tombe princière de Vix., décédé à Châtillon en 1986 ;
- Claude Lévi-Strauss, né le 28 novembre 1908 à Bruxelles, mort le 30 octobre 2009 et enterré à Lignerolles où il possédait une résidence ;
- Christine Petit, née à Laignes en 1948, médecin et chercheur, professeur au Collège de France et à l'Institut Pasteur.

## Sport
- Louis Rigolly né le 1er mars 1876 à Chamesson (Côte-d'Or) et mort le 7 janvier 1958 à Saint-Valéry-en-Caux (Somme) porte le record du monde de vitesse automobile à 166,628 kilomètres par heure le 21 juillet 1904 à Ostende. Garagiste à Châtillon de 1909 à 1940. Le camping municipal de Châtillon porte son nom.
- Jean-Charles Orioli, rugby, champion d'Europe en 2013 et 2014, champion de France en 2014 ;
- Cédric Paty, handball, champion olympique en 2008 ;